# Дорстен
Дорстен (нем. Dorsten) — город в Германии, в земле Северный Рейн-Вестфалия.
Подчинён административному округу Мюнстер. Входит в состав района Реклингхаузен. Расположен на реке Липпе (Lippe), примерно в 24 километрах от её впадения в Рейн. Собственно старое ядро города Дорстен, находящееся южнее Липпе, приобрело статус города 1 июня 1251 года, а современную территорию город получил уже в XX столетии, когда были добавлены крупные площади к северу от Липпе. По статистическим данным на 30 июня 2006 года в нём проживает 79 403 жителя. Следует иметь в виду, что понятие «город» в немецком языке не соответствует понятию «город» в русском языке. Дорстен в русском понимании — это административная территория, куда входит собственно город, а также все сельскохозяйственные, лесные и природоохранные территории вместе со всеми населенными пунктами. Занимает площадь 171 км².
За своими пределами город Дорстен известен тем, что здесь археологи обнаружили римский лагерь под названием Хольстерхаузен (Holsterhausen). Официальный код — 05 5 62 012.

## Общая географическая характеристика

### Физико-географическая характеристика
Дорстен расположен по обе стороны реки Липпе, причем большей своей частью к северу от неё. Как показали геологические и археологические исследования, первое поселение возникло здесь на пойменном острове, посреди двух рукавов реки.
В геологическом отношении территорию можно подразделить на две части: запад — зона распространения морских третичных отложений, а восток — зона меловых отложений (средний и верхний ярусы сантона). Везде распространены отложения четвертичного периода, в их числе моренные гряды и холмы. На западе и севере до сих пор достаточно много лесов, особенно на моренных холмах. Эти районы носят свои специфические названия: Dämmer Wald, Üfter Mark и Hohe Mark.
Примерно в 10 км к югу от Дорстена начинается территория городских агломераций Большого Рура.

### Территория

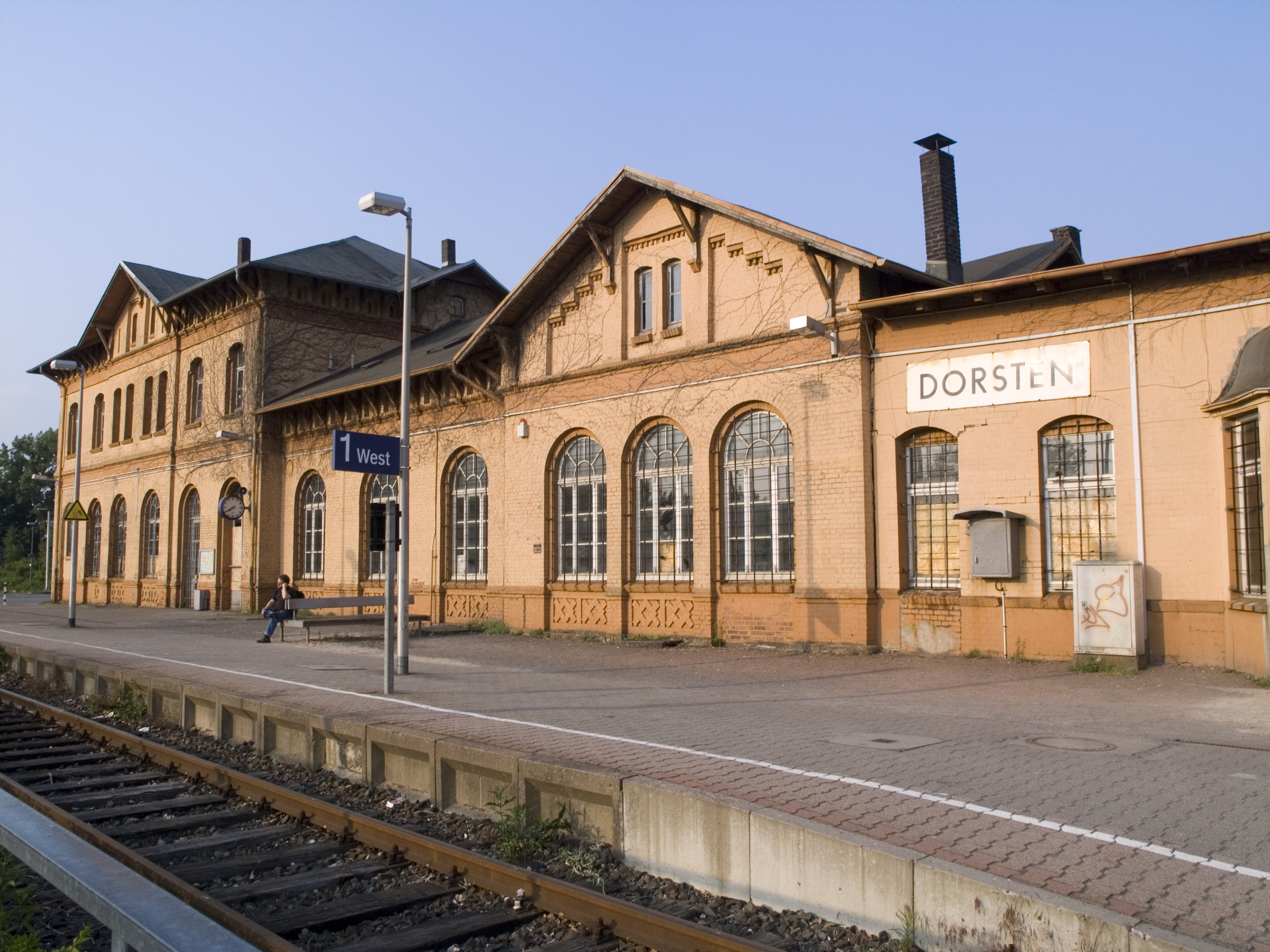
Железнодорожный вокзал

Общая площадь городской территории составляет 171 кв. км. Максимальная протяженность с севера на юг — 19,5 км, а с востока на запад — 11 км.
Наиболее высоким является поднятие Гальгенберг (Galgenberg) с отметкой 122 метра над уровнем моря, а самая низкая отметка (22 м н.у.м.) у выхода Липпе с городской территории. Водосток со всей территории направлен к Липпе. Других крупных водотоков нет, за исключением ручьев Хамбах (Hambach), Винбах (Wienbach) и Щёльцбах (Schölzbach). Крупнейшее «Голубое озеро» (Blausee) расположено в пределах поселка Хольстерхаузен (Holsterhausen).
На севере, и прежде всего в районе поселков Лембек (Lembeck) и Раде (Rhade) преобладают культурные сельскохозяйственные ландшафты (поля и пастбища), а на юге, и особенно в Херфесте (Hervest) сложились промышленные, связанные с добычей угля, образования.
Культурным и экономическим центром является Старый Город (Альтштадт) (Altstadt), расположенный на левобережье Липпе. Здесь же проложен магистральный канал «Везель — Даттельн» (Wesel-Datteln).
Между поселками располагаются обширные лесные территории, в том числе «Хаген» (Hagen) и «Эммелькемпер Марк» (Emmelkämper Mark). Леса произрастают на возвышенных моренных холмах Юфтер Марк (Üfter Mark) и Хоен Марк (Hohen Mark).

### Использование поверхности
Как используется поверхность

— 50 % — пашни и пастбища;

— 25 % — леса;

— 11 % — строения и усадьбы;

— 7 % — общественные дороги, проселки и стоянки;

— 3 % — другие территории;

— 2 % — водоемы;

— 0,2 % — пустоши, болота и временно неиспользуемые земли;
Примерно 5 % территории города (853,2 га, или же 8,532 кв. км.) отведено под заповедники, крупнейшими из которых являются Lippeauen («Луга Липпе», 421,8 га) и Rhader Wiesen («Луга у Радера», 204 га).
Территория города делится на районы (с указанием количества жителей): 

— Альтендорф-Ульфкотте(Altendorf-Ulfkotte) (2216) 

— Альтштадт(Altstadt) (4169) 

— Вульфен (Альтвульфен и Баркенберг) (Wulfen: Altwulfen+Barkenberg) (15969) 

— Дойтен (Deuten) (1789) 

— Ёстрих (Östrich) (1988) 

— Лембек (Lembeck) (5337) 

— Раде (Rhade) (5831) 

— Фельдмарк (Feldmark) (8236) 

— Хардт (Hardt) (8241) 

— Херфест (Hervest) (13690) 

— Хольстерхаузен (Holsterhausen) (13825).

### Соседние общины и города

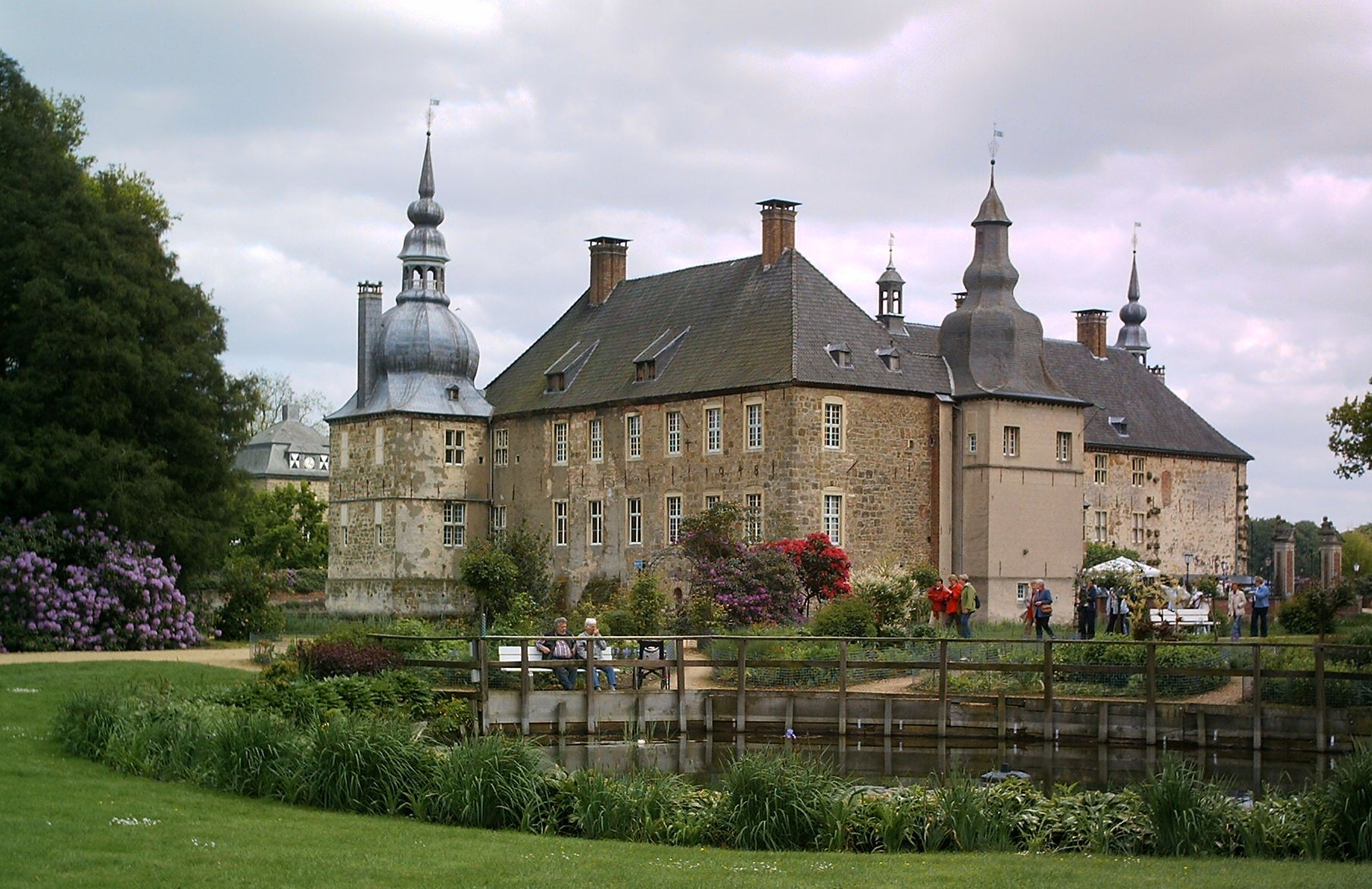
Замок Лембек

перечень по часовой стрелке, начиная с севера
- Рекен
- Хальтен ам Зее
- Марл
- Гельзенкирхен
- Гладбек
- Боттроп
- Шермбек
- Раесфельд

## Статистика

### Динамика численности населения
| Год              | Количество жителей |
| ---------------- | ------------------ |
| 1250             | 90                 |
| 1270             | 280                |
| 1432             | 800                |
| 1548             | 1.800              |
| 1600             | 2.000              |
| 1700             | 1.800              |
| 1818             | 2.304              |
| 1 декабря 1828 ¹ | 2.406              |
| 1 декабря 1840 ¹ | 2.866              |
| 3 декабря 1843 ¹ | 2.888              |

| Год              | Количество жителей |
| ---------------- | ------------------ |
| 3 декабря 1849 ¹ | 3.051              |
| 3 декабря 1855 ¹ | 3.105              |
| 3 декабря 1858 ¹ | 3.265              |
| 1 декабря 1871 ¹ | 3.232              |
| 1 декабря 1880 ¹ | 3.379              |
| 1 декабря 1885 ¹ | 3.336              |
| 1 декабря 1890 ¹ | 3.654              |
| 2 декабря 1895 ¹ | 4.234              |
| 1 декабря 1900 ¹ | 5.103              |
| 1 декабря 1905 ¹ | 5.875              |

| Год                | Количество жителей |
| ------------------ | ------------------ |
| 1 декабря 1910 ¹   | 7.073              |
| 16 июня 1925 ¹     | 8.506              |
| 16 июня 1933 ¹     | 10.319             |
| 17 мая 1939 ¹      | 10.332             |
| 31 декабря 1945    | 24.577             |
| 29 октября 1946 ¹  | 24.707             |
| 13 сентября 1950 ¹ | 27.945             |
| 25 сентября 1956 ¹ | 32.527             |
| 6 июня 1961 ¹      | 36.323             |
| 31 декабря 1965    | 39.044             |

| Год             | Количество жителей |
| --------------- | ------------------ |
| 27 мая 1970 ¹   | 39.671             |
| 31 декабря 1975 | 65.718             |
| 31 декабря 1980 | 70.287             |
| 31 декабря 1985 | 72.945             |
| 25 мая 1987 ¹   | 73.744             |
| 31 декабря 1990 | 78.035             |
| 31 декабря 1995 | 80.735             |
| 31 декабря 2000 | 81.063             |
| 31 декабря 2005 | 79.639             |

¹ — По переписи населения

## Выдающиеся личности
Уроженцем Дорстена является писатель Кевин Веннеман.

## Фотографии

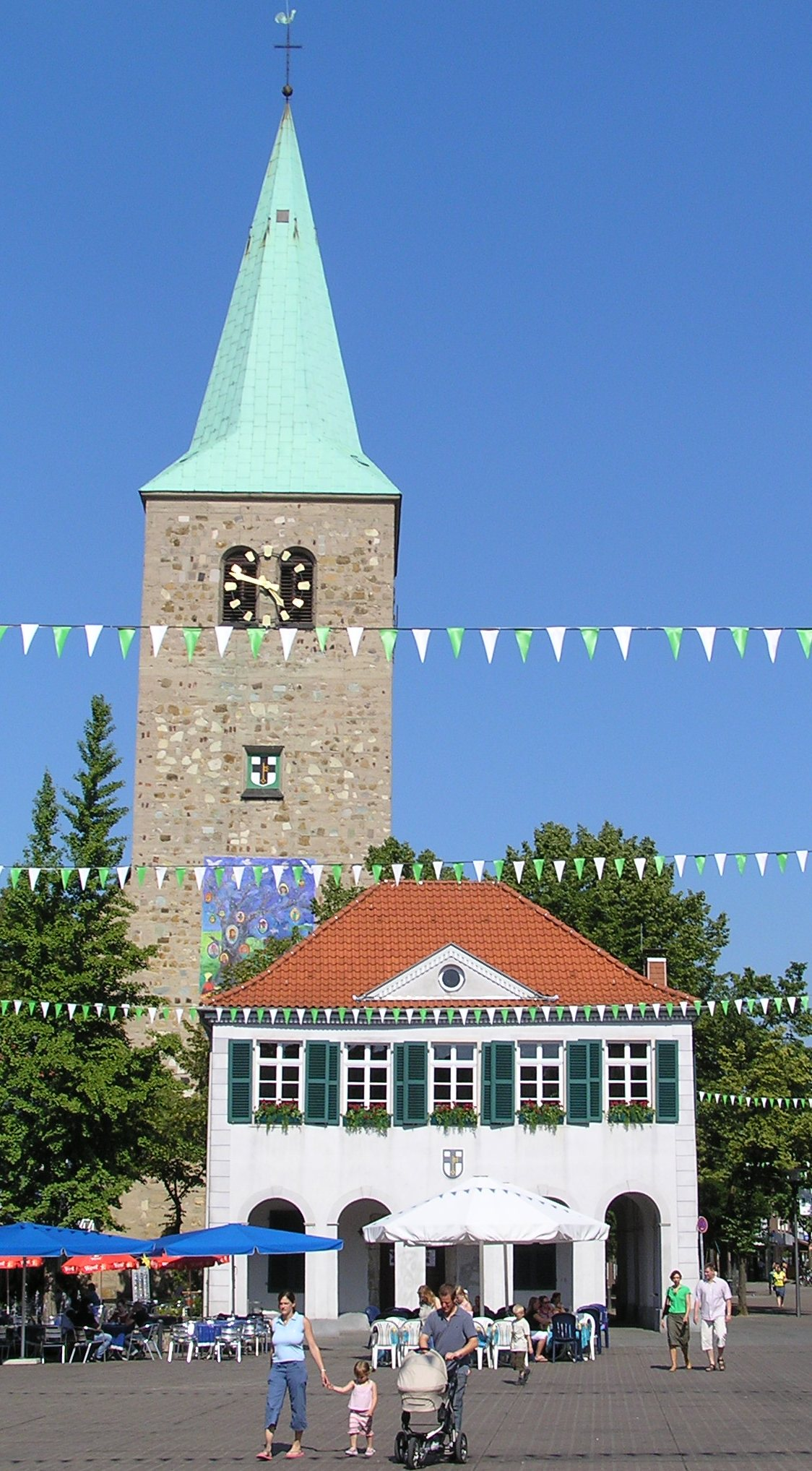
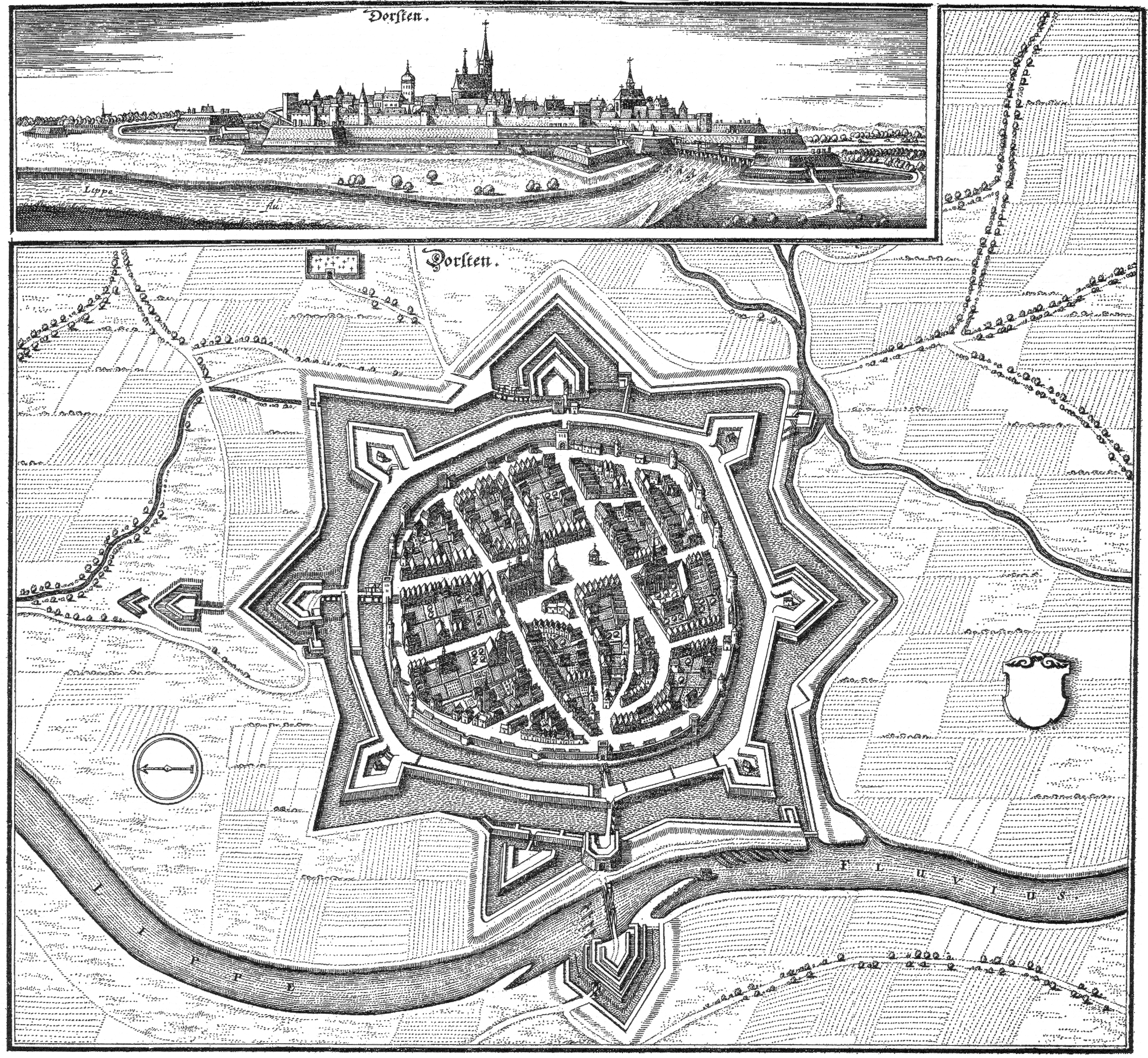
Дорстен, 1633 год
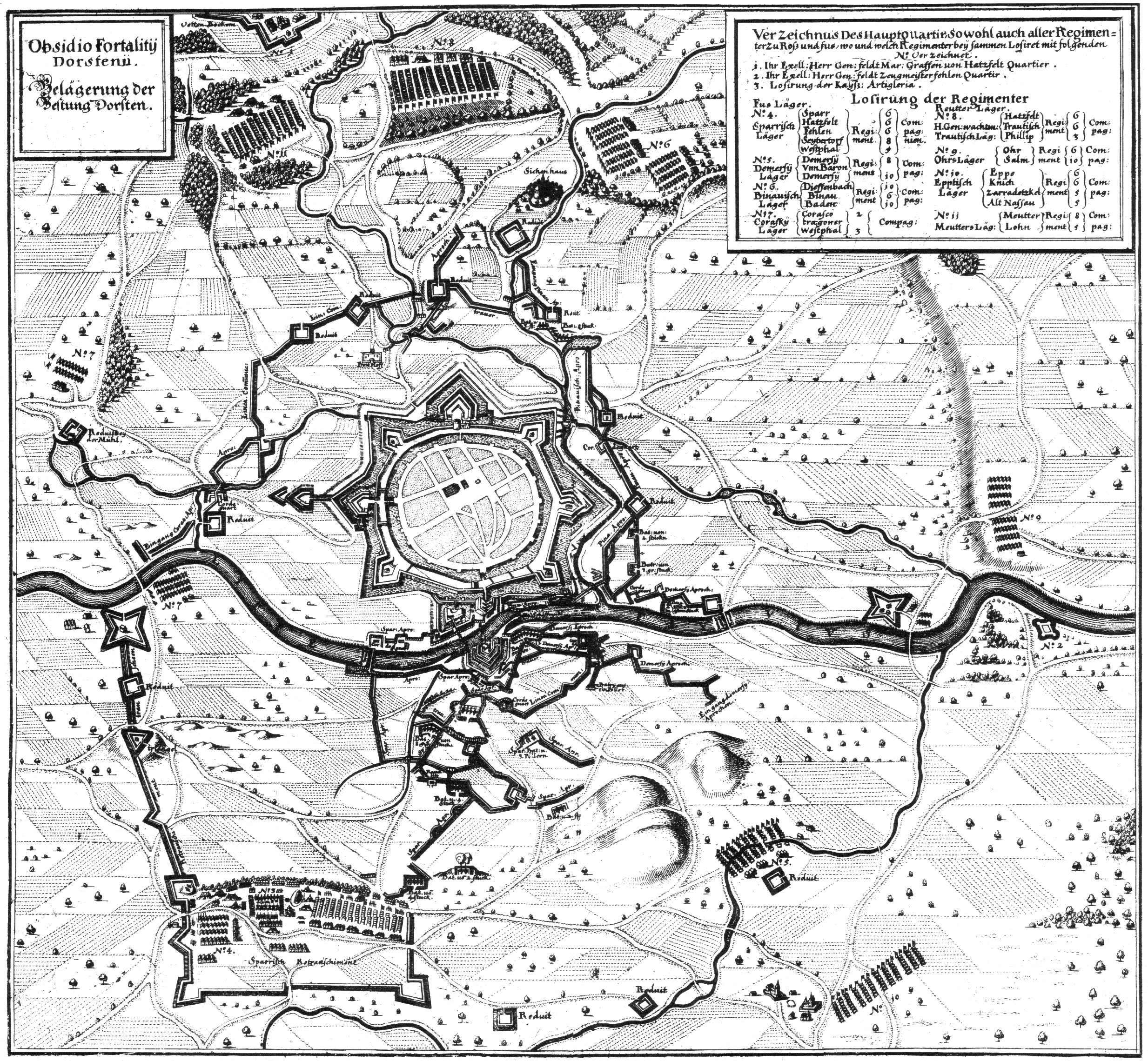
Осада Дорстена, 1641 год
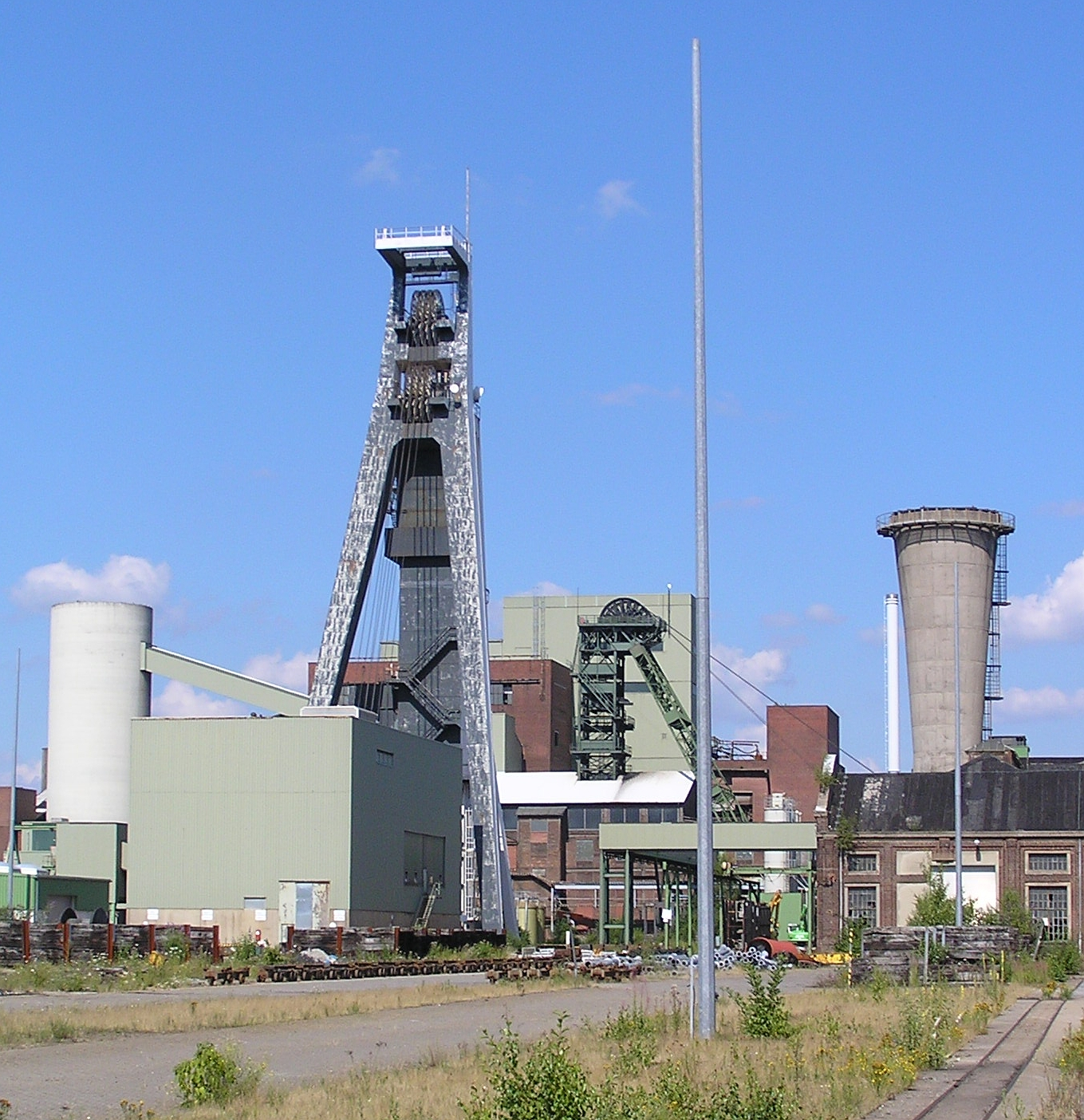